# شفلرية بابويانية
شفلرية بابويانية (الاسم العلمي:Schefflera papuana) هي نوع من النباتات تتبع جنس الشفلرية من الفصيلة الأرالية.